# 윈난성 반공구국군
버마 주둔 중국국민당군(중국어 정체자: 泰緬孤軍, 한어 병음: Tàimiǎn gū jūn, 웨이드-자일스: T‘ai4-mien3 ku1 chün1) 또는 골든 트라이앵글 주둔 중국국민당군, 공식적으로는 윈난성 반공구국군(중국어 정체자: 雲南反共救國軍, 한어 병음: Yúnnán fǎngòng jìuguó jūn, 웨이드-자일스: Yün2-nan3 Fan3-kung4 Chiu4-kuo2 Chün1)은 국공 내전에서 중국공산당에게 패배한 후 1950년 중국에서 미얀마로 망명한 중국국민당에 충성하는 중화민국 육군 부대였다. 이들은 중장 리미의 지휘를 받았다. 1950년대 초반에 윈난성으로 여러 차례 침공을 시도했지만, 매번 중국 인민해방군에 의해 미얀마로 다시 밀려났다.
국부천대 이후 중화민국과 미국, 태국의 병참 지원을 받은 이 작전은 미얀마의 주권을 약화시키고 중국국민당이 이 지역의 수익성 높은 아편 무역에 개입하게 만들었기 때문에 처음부터 논란이 많았다. 1953년, 좌절한 미얀마 정부는 유엔에 호소하여 다음 해에 중화민국이 군대를 대만으로 철수시키도록 국제적 압력을 가했다. 그 결과, 미국은 중국국민당의 철수를 협상하기 위해 4개국 군사 위원회(미얀마, 미국, 중화민국, 태국)를 발족했다. 1954년 5월 30일, 리미 장군은 윈난성 반공구국군의 해산을 발표했다. 그러나 비정규 중국국민당군 6,000명이 미얀마에 남아 있었다. 1960년부터 1961년까지 중국 인민공화국과 미얀마 정부 간의 협력적인 군사 작전이 남아 있는 비정규 중국국민당군을 미얀마에서 축출할 때까지 비정규군 간의 산발적인 전투가 계속되었다. 대부분은 대만으로 철수했지만, 일부는 미얀마에 남거나 태국에 공동체를 형성했다.

## 중국국민당 침공 이전
미얀마가 1948년 영국 식민 통치로부터 독립한 후 다양한 내부 분쟁이 발생했다. 역사가 마틴 스미스는 "국가 통합의 딜레마와 무장 투쟁의 전통은 식민지 시대로 거슬러 올라가며, 독립 이후 모든 정치 시대에서 새로운 표현을 찾아왔다"고 언급했다. 미얀마가 영국-미얀마 전쟁의 결과로 식민 통치 하에 들어간 후, 영국은 이 지역을 독립된 실체가 아닌 인도 제국의 한 주로 통치했다. 중앙 미얀마의 버마족 다수는 직접적인 영국 통치를 받았지만, 국경 지역의 소수 민족은 영국의 간접통치를 받았다.
1947년 버마 헌법은 중앙 정부와 주변 주들 간의 식민지 연방 체제를 유지했다. 샨족과 카야족의 사오브와(군주)는 행정과 법 집행에 대한 자치권을 가진 인도의 번왕국 통치자들과 유사한 지위를 부여받았다. 게다가 샨주와 카야주(카렌니주)는 연방 가입 10년 후 탈퇴할 수 있는 특별한 권리도 가졌다. 대조적으로, 카친족과 친족 및 카렌족은 중앙 행정하에 남아 있었고, 몬족과 라카인족은 어떠한 별도의 정치적 대표성도 없었다.
중앙 평원의 버마족 다수도 정치적 이념에 의해 분열되어 있었다. 베트남과 반도 말레이시아의 공산당처럼, 버마 공산당 (CPB)은 반일 노력으로 높은 조직적 강도와 인기를 얻었다. 게다가 민족주의 지도자 아웅 산의 이전 사병이었던 인민 자원봉사자 조직(PVO)은 사회주의자와 공산주의 동조자로 분열되었고, 후자는 지하로 들어가 공산주의자들과 합류했다. 이는 연방 군사 경찰과 미얀마 육군의 일련의 반란으로 이어졌다. 유능한 지도자들의 핵심 인물들이 살해되고, 군 부대들이 민족적, 이념적 노선을 따라 반란을 일으키면서, 독립 1년 만에 민족 반군(카렌족, 몬족, 카야족)과 공산주의자들이 정부에 맞서 무장하면서 내전이 시작되었다.
점차 미얀마군은 강화되었고 거의 모든 저항 세력을 제거할 수 있었다. 1950년까지 많은 반군이 사면 기간 동안 정부에 항복했다. 미얀마군의 성공은 주로 무기와 훈련에서 반군에 비해 우위를 점했기 때문이다. 반군은 수적으로 우세했지만, 목표와 이념이 달랐기 때문에 활동을 조율할 수 없었다. 미얀마 정부가 어느 정도 정치적 안정을 이루고 국가 건설이라는 시급한 과제에 집중할 수 있다고 생각했을 때, 중국국민당의 위협이 북동부 국경에 도달했다.

## 중국국민당 공세
공산주의 중국 인민해방군 (PLA)이 1949년 12월 윈난성에 진입하자, 중국국민당군과 그 가족들은 1949년 12월 말과 1950년 1월 초에 버마로 건너가기 시작했다. 이 중국국민당군은 중장 리미가 지휘하는 제8군, 소장 류궈촨이 지휘하는 제26군, 그리고 소장 마차우유가 지휘하는 제93사단의 부대였다. 그들은 태국-버마 국경 근처 샨주의 하나인 켕퉁 주의 타칠렉 마을에 정착했다. [영, 테일러, 맥코이 참조] 리미 장군은 버마 주둔 중국국민당군의 지휘권을 맡았고, 국경을 넘어온 더 많은 낙오자들이 합류하고 현지 주민들로부터 병력을 모집하면서 다음 몇 년 동안 꾸준히 성장했다. 1950년 3월까지 켕퉁시와 타칠렉 사이의 영토를 점령한 중국국민당군은 약 1,500명이었다. 1951년 4월까지 그 수는 4,000명 이상으로 늘었고, 연말에는 6,000명으로 증가했다. 그 후 1952년에는 두 배가 되었다.
1950년 6월, 버마 정부는 중국국민당에게 즉시 항복하거나 버마를 떠나라고 요구했다. 버마의 요청을 받은 중국국민당 야전사령관은 이를 거부했을 뿐만 아니라, 중국국민당군이 항복하거나 해당 지역을 떠날 의사가 없으며, 버마군이 군사 행동을 개시하면 무력으로 보복할 것이라고 선언했다. 이에 대응하여 버마군은 켕퉁시에서 공세를 펼쳐 몇 주 만에 타칠렉을 점령했다. 타칠렉에서 쫓겨난 중국국민당은 1950년 7월 몽삿에 새로운 기지를 설립했다. 몽삿은 켕퉁주에서 두 번째로 큰 도시였으며 중국국민당에게 이상적인 위치였다. 약 60제곱마일의 벼 재배 지역이 있는 비옥한 분지 중앙에 위치했으며, 사방이 자연 방어 장벽 역할을 하는 언덕 지형으로 둘러싸여 있었다. 이 도시는 태국 국경에서 불과 80마일 떨어져 있어 태국을 통해 버마 외부에서 보급품을 쉽게 얻을 수 있었다. 버마군은 다음 2년 동안 여러 차례 시도했지만, 몽삿에서 중국국민당을 축출하는 데 실패했다.
중국국민당이 완고했던 주된 이유는 버마를 본토 중국을 탈환하기 위한 침공을 개시할 목적으로 재편성, 훈련, 장비 보급을 위한 피난처로 사용하려는 의도 때문이었다. 리미 장군의 지휘 하에 1951년 5월 약 2만 명의 병력이 참여한 공세가 윈난성으로 시작되었다. 중국국민당군은 북쪽으로 이동하여 중국 내륙 60마일 지점의 켕마와 그 비행장을 저항 없이 점령했다. 그러나 그들이 더 북쪽으로 진격하자, 4만 명 규모의 중국 인민해방군이 반격했다. 리미의 군대는 막대한 손실을 입고 중국에 한 달도 채 머물지 못하고 버마로 퇴각했다. 중국국민당은 1951년 7월과 1952년 8월에 두 차례 더 시도했지만 막대한 사상자를 내고 실패했으며, 그 후 다시는 윈난성을 침공하지 않고 대신 "국경을 따라 정착하여 정보를 수집하고 공산주의 중국이 동남아시아로 진격할 가능성의 징후를 감시했다."

## CIA 지원과 아편 무역
미국은 중국국민당군을 지원했고, 이는 버마-미국 관계에 부담을 주었으며 버마 정부의 항의를 불러일으켰다.(p. 65) 미국은 중국국민당군이 시난 (중국)을 괴롭혀 6.25 전쟁에서 중국의 자원을 분산시키기를 바랐다.(p. 65)
버마 주둔 중국국민당군은 미국, 태국, 대만의 병참 지원과 이 지역 아편 무역에 중국국민당이 개입하여 얻은 재정 지원 없이는 그렇게 확장할 수 없었을 것이다. 중앙정보국 (CIA)은 "페이퍼 작전"이라는 비밀 프로그램의 주요 담당 기관으로, 대만에서 태국을 경유하여 중국국민당으로 무기와 보급품을 운송했다. 트루먼 대통령의 승인과 태국 총리 쁠랙 피분송크람의 지원을 받아 CIA는 태국에서 리미 장군의 몽삿 부대로 무기와 보급품을 운송하는 비밀 항공 보급망을 구축했다. 첫 선적은 1951년 초에 시작되었는데, 이때는 무표식 C-46 및 C-47 항공기가 일주일에 최소 5회 이상 낙하산 투하를 했다. 1951년 말까지 중국국민당은 제2차 세계 대전 동안 연합군이 건설했던 몽삿의 오래된 활주로를 수리했다. 확장된 활주로는 대형 4발 항공기를 처리할 수 있었고 중국국민당군이 대만에서 새로 제조된 미국 무기를 얻을 수 있도록 했다. CIA 고문들도 1951년 5월 윈난성 침공에 중국국민당군과 동행했으며, 일부는 공세 중에 사망했다.
중국국민당 게릴라들이 코캉으로 후퇴하자, 미얀마 정부는 올리브 양과 코캉 카퀘예의 지원을 받아 코캉에서 중국국민당군을 몰아냈다.(p. 104) 양과 코캉 카퀘예는 1953년에 성공했지만, 그 후 1950년대 내내 중국국민당과 협력하여 태국으로 아편을 밀매했다. 중국국민당은 수십 년 동안 이 아편 경로를 계속 사용했다.(p. 104)

## 중국국민당의 정착 및 식민화 시도

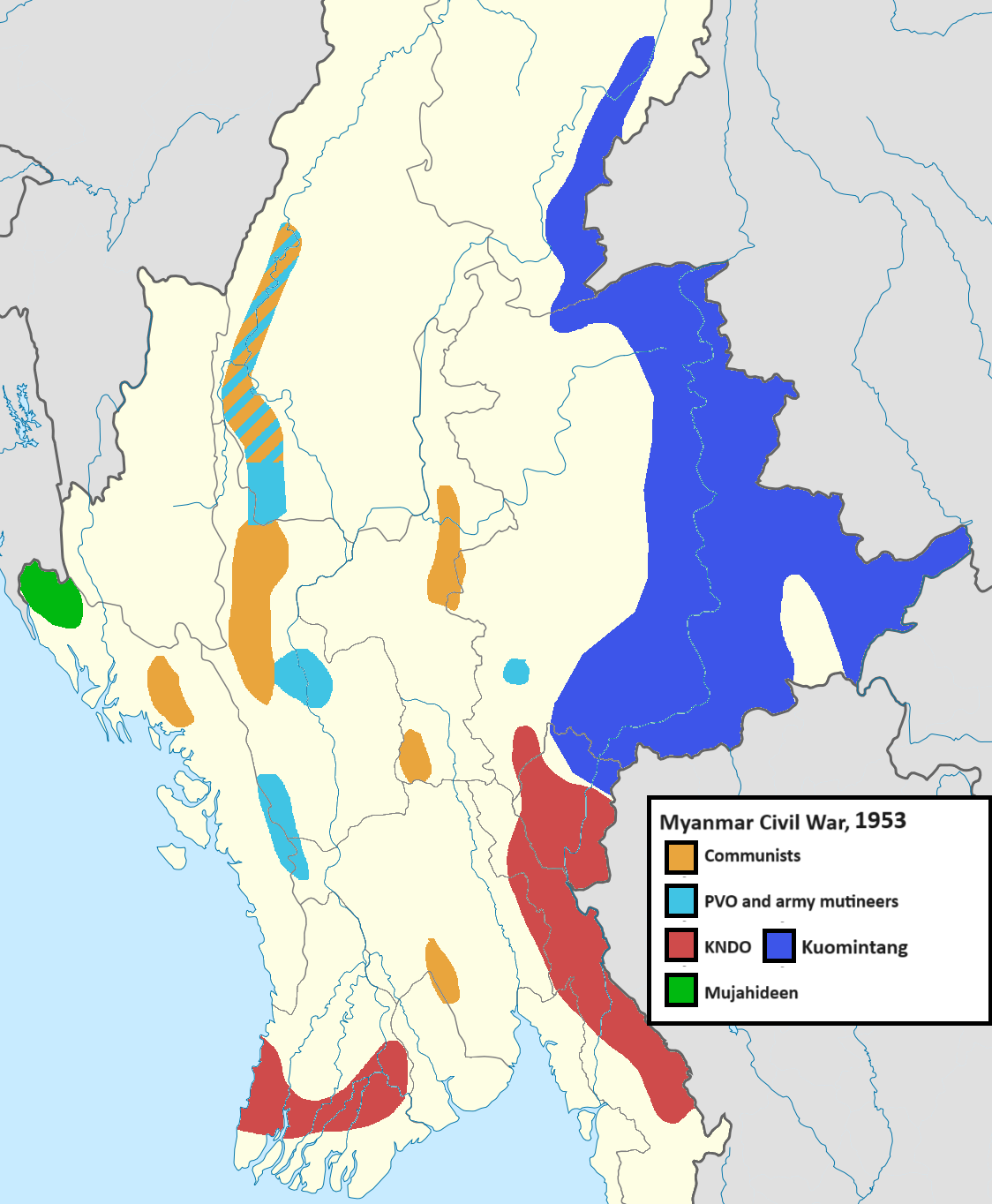
1953년 버마 내전 지도

1952년 8월 중국 재진입에 실패한 후, 중국국민당은 버마를 공산주의 중국 침공의 작전 기지로 사용하는 정책에서 샨 지역에 영구적으로 정착하는 정책으로 바꾼 것으로 보였다. 중국국민당은 1952년 말 중국 국경 근처에 병력을 집중하는 것을 중단하고 샨주 전역과 까칭주 일부 지역으로 퍼져 나갔다. 결국 서쪽으로는 살윈강, 동쪽으로는 중국 국경, 남쪽으로는 태국 사이의 샨 영토를 통제하게 되었다. 중국국민당군은 모든 버마 정부 관리를 제거하고 백만 명의 인구를 통치하는 유일하지만 가혹한 정부가 되었다.
중국국민당이 통제하는 영토는 버마의 주요 아편 생산지였으며, 중국국민당 정책의 변화는 이 지역의 아편 무역에 대한 통제를 확대할 수 있게 했다. 더욱이, 1950년대 초 공산주의 중국이 윈난성에서 불법 아편 재배를 강제로 근절함으로써 샨주의 중국국민당군에게 아편 독점권을 효과적으로 넘겨주었다. 중국국민당이 도착하기 전에도 아편 무역은 영국 식민지 시대에 이미 지역 경제의 한 구성 요소로 발전했다. 이 마약의 주요 소비자는 현지 화교와 윈난성 및 동남아시아의 나머지 지역에 있는 국경 너머의 사람들이었다. 중국국민당은 현지 주민들을 강제로 모집하고 식량과 돈을 요구했으며, 아편 농민들에게 무거운 세금을 부과했다. 이는 농민들이 생계를 유지하기 위해 생산량을 늘리도록 강요했다. 켕퉁 주의 라후족 부족원들에게 파견된 한 미국인 선교사는 중국국민당이 규정을 따르지 않았다는 이유로 라후족에게 고문을 가했다고 증언하기도 했다. 연간 생산량은 버마 독립 당시 30톤에서 1950년대 중반 600톤으로 20배 증가했다.
중국국민당군은 사실상 황금의 삼각지대에서 활동하는 사설 마약 군대의 선구자였다. 거의 모든 중국국민당 아편은 남쪽으로 태국으로 보내졌다. 중국국민당과 태국 동맹국 간의 무역은 무기와 군수품이 몽삿으로 들어오는 여정(노새 수송대 또는 항공기)으로 운반되고, 중국국민당 아편은 나가는 여정에서 남쪽으로 치앙마이로 운반되는 방식으로 이루어졌다. 중국국민당은 일반적으로 강력한 태국 경찰 사령관이자 CIA의 고객이었던 파오 시리야논 장군과 거래했는데, 그는 아편을 치앙마이에서 방콕으로 운송하여 현지 소비 및 수출에 사용했다.

## 버마의 우려
버마에 대한 중국국민당군의 침입은 새로 독립한 국가의 내부 및 외부 안보에 심각한 문제를 야기했다. 내부적으로, 중국국민당이 현지 반군들에게 접근한 것은 버마 정부와 민족 및 공산주의 반군들 사이의 기존 내전을 악화시켰다. 1951년 말부터 중국국민당은 여전히 활동 중인 가장 큰 원주민 반군 집단인 카렌 민족 방어 조직 (KNDO)과 접촉하여 느슨한 동맹을 맺었다. 여러 요인이 중국국민당-KNDO 동맹을 양측에 유용하게 만들었다. 둘 다 버마의 중립 외교 정책에 대한 불일치로 일치했으며, 둘 다 서방의 지원을 기대했다. 중국국민당은 현대 무기와 기타 군수품을 가지고 있었고, KNDO는 연락망, 현지 지식, 그리고 식량 보급에 더 쉽게 접근할 수 있었다. 정부에게 더 나쁜 것은, 일부 미국산 무기가 (명백히 KNDO를 통해) 버마 공산주의 반군들의 손에 넘어갔다는 것이다. 버마 내전에 대한 중국국민당의 개입의 순영향은 버마군이 대반군 노력에서 주의를 돌리게 하고 반정부 반군이 사용할 수 있는 무기 수량을 증가시켰다는 것이다.
외부적으로, 중국과 국경을 맞댄 반공 중국국민당군의 존재는 버마의 중립 외교 정책을 위협했다. 버마 내의 여러 집단이 냉전에서 한쪽 진영을 지지하기를 원했기 때문에, 정부는 친서방 소수 민족이나 친소련 또는 친중 공산주의자들을 적대시하는 것을 피하기 위해 중립 정책을 따르는 것이 이익이었다. 반면에 버마는 서쪽으로는 중립적인 인도, 북쪽으로는 공산주의 중국, 동쪽으로는 전쟁으로 황폐해진 라오스와 친서방 태국 사이에 위치해 있었다. 이처럼 이념이 다르고 깊은 적대감을 가진 국가들 한가운데에 위치해 있었기 때문에 버마는 이들 모두와 우호적인 관계를 유지하는 것이 필요했다.
버마 정부는 국경에 반공 중국국민당군이 주둔하면 공산주의 중국을 적대시하고 중국이 버마를 침공할 구실을 제공할 것을 우려했다. 실제로 미국과 중국이 참전한 6.25 전쟁이 진행 중이던 시기에 그러한 우려는 근거 없는 것이 아니었다. 중국 측은 미국이 버마를 작전 기지로 삼고 중국국민당군을 침공군의 핵심으로 사용하여 남부 지방에 제2전선을 개설할 수 있다고 우려했다. 실제로 1950년대 초 중국의 정책은 버마의 우려를 정당화했다. 첫째, 공산주의 중국이 중국 샨족을 위한 자치주를 공포하고 나중에 창설한 것은 버마 샨족의 분리주의 경향을 조장하고 중국으로 끌어들이려는 명백한 시도였다. 둘째, 중국 내전에서 승리한 이후 공산주의 중국은 버마 공산주의자들에게 조언과 보급품을 제공하고 중국 영토를 군사 및 정치 훈련 센터로 사용하도록 허용했다. 셋째, 중국은 약 20만 명의 병력을 집결시키고 버마로 이어지는 도로를 건설 및 수리함으로써 윈난성에서 호전적인 태도를 보였다. 마지막으로, 공산주의 중국은 양측이 아직 공식적으로 경계를 정하지 않은 1,500마일 길이의 중-버마 국경에 대한 영토 주장을 제기했다. 다행히도 중국의 군사적 행동에도 불구하고, 베이징시가 중국국민당 위기 기간 내내 버마에 대해 자제력을 발휘했기 때문에 버마의 우려는 현실화되지 않았다. 이에 대해 양곤은 중국국민당 문제에 대해 베이징에 계속 정보를 제공하는 데 신중을 기했다.

## 국제적 압력과 중국국민당의 철수

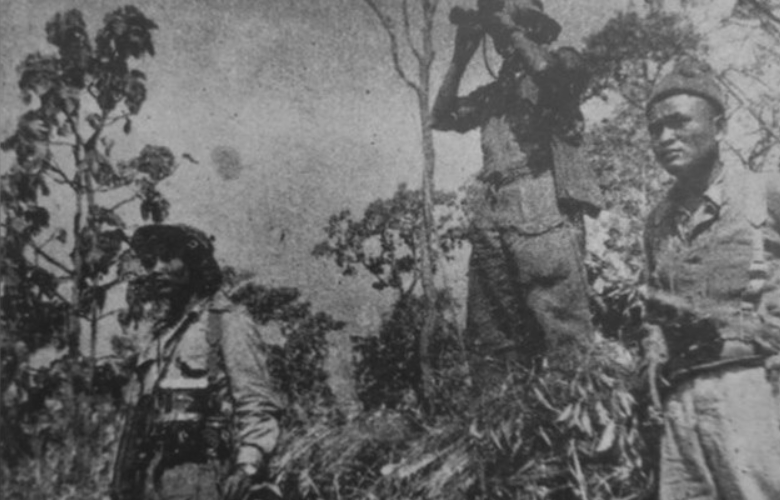
1954년 4월경, 버마-중국 국경 근처에서 중국국민당군을 경계하는 버마군.

군사적 노력과 미국에 대한 호소가 중국국민당 문제를 해결하지 못하자, 버마는 1953년 3월 유엔에 공식적인 불만을 제기했으며, 수많은 사진, 압류된 문서, 증언을 제출하여 중국에 대한 비난 결의안을 얻어낼 만큼 충분히 설득력 있었다. 그 무렵 중국국민당 문제는 "미국에 국제적인 망신거리가 되었다"는 이유로 미국은 5월 22일 방콕에서 4개국 군사위원회(버마, 미국, 중화민국, 태국)를 발족하여 중국국민당의 철수를 협상했다.
몇 달간의 협상과 중국국민당의 완고한 태도 끝에, 3단계 철수는 마침내 11월 7일에 시작되어 1953년 12월까지 계속되었다. 2단계와 3단계는 다음 해 2월 14일부터 28일까지, 그리고 5월 1일부터 7일까지 각각 진행되었다. 중국국민당군과 그 가족들은 태국-버마 국경을 넘어 치앙라이에서 대만으로 공수되었다. 중국국민당이 철수를 마지못해 실행했다는 것은 분명했다. 집결지에서 버마 관찰자들은 중국인이라고 주장하는 철수자들이 샨족이나 라후족처럼 보이며, 그들이 소지한 무기는 최근에 획득한 미국산이 아니라 "녹슨 박물관 유물"이라고 자주 항의했다. 1954년 5월 30일, 리미 장군은 윈난성 반공구국군의 해산을 발표했다. 그러나 비정규 중국국민당군 6,000명이 버마에 남아 있었다. 전투는 한 달 후 다시 시작되었고, 다음 7년 동안 산발적으로 계속되었다.
중국 공산군(홍군)의 도움을 받아 버마군은 1960-1961년에 일련의 성공적인 군사 작전을 수행하여 마침내 중국국민당 비정규군을 "격파"했다. 게다가, 1961년 2월 15일, 버마군은 중국국민당에 보급품을 투하하려던 정찰기를 격추하고 나포하는 데 성공했다. 이 사건은 버마 정부에 대만이 중국국민당 게릴라들에게 미국산 군수품을 공급하고 있었다는 구체적인 증거를 제공했다. 뒤이은 외교 위기로 인해 미국은 대만에 버마에 남아있는 병력을 철수시키도록 강력한 압력을 가했다. 1961년 3월 31일부터 4월 17일 사이에 대만은 약 4,400명의 중국국민당 게릴라와 그 가족들을 철수시켰다. 나머지 약 450~700명은 버마에 남거나 태국과 라오스로 도피했다.

## 여파

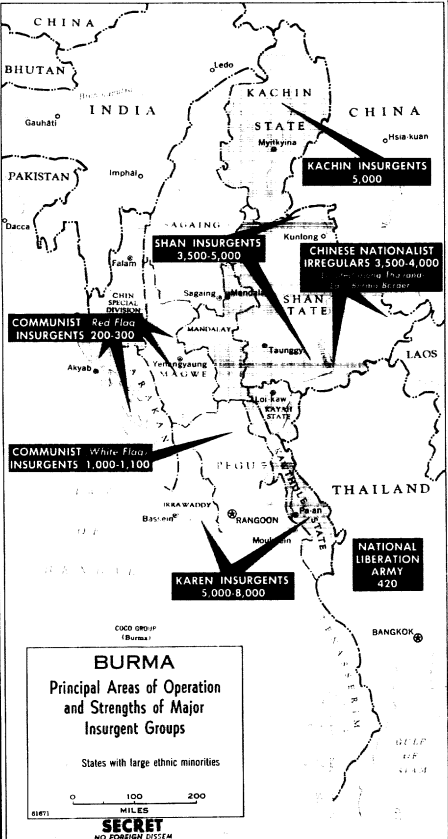
CIA가 1966년에 제작한 버마 반군 활동 지도. 동부에 국민당 충성파가 계속 주둔하고 있음을 표시하고 있다.

일반적으로 학자들은 중국국민당 위기가 버마 역사에 상당한 영향을 미친 사건이라는 데 동의한다. 중국국민당의 버마 침입은 의도치 않게 샨족, 와족 및 다른 민족 집단이 주도하는 여러 민족 반란을 촉발하는 결과를 낳았다. 처음에는 샨족이 역사적인 삥룽 조약에 서명하여 탈퇴 권리를 부여받았기 때문에 중국국민당 위기 내내 새로 독립한 버마 정부에 대체로 충성했다. 그러나 버마군이 중국국민당 주둔을 진압하기 위해 샨주에 점차적으로 배치되면서 샨족은 버마 통치에 점점 더 불만을 품게 되었다. 1958년에 샨족이 연방 내에서의 지위를 논의할 때, 군의 억압적인 행동에 대한 부정적인 경험은 더 큰 자치권에 대한 추가적인 주장이 되었다. 그 결과, 연방의 통합을 유지하기로 결심한 네 윈이 이끄는 버마군은 정부에 대한 쿠데타를 일으켜 1947년 헌법과 샨주 및 카야주(카렌니주)의 탈퇴 권리를 폐지했다.
메리 캘러한(Mary Callahan, 2003)에 따르면, 중국국민당 위기는 버마의 주권에 엄청난 위협을 가했고, 버마군의 제도화를 촉진하여 게릴라 전사 집단에서 전문 군대로 변모시키는 촉매제가 되었다. 캘러한은 버마군의 이러한 변모가 민족적으로 다양한 국가에서 누가 시민이고 적인지를 정의할 수 있는 막대한 자율성과 권위를 부여했다고 주장한다. 이러한 변모는 1950년대에 권력을 공고히 하고 결국 정부를 장악하는 토대를 마련했다. 로버트 테일러(Robert Taylor, 1973)는 중국국민당 개입이 버마의 정치, 경제, 민족 문제에 미친 중대한 결과에 대해 유사한 주장을 한다. 중국국민당군의 현지 반군 개입은 버마 국가가 반란을 진압하는 데 실패하는 데 기여했을 뿐만 아니라, 버마의 국가 통합 및 경제 건설 노력을 방해했다.
다른 학자들은 미국이 중국국민당 문제를 처리한 방식에 대해 비판적이었다. 케네스 영(Kenneth Young, 1970)의 논문은 당시 진행 중이던 6.25 전쟁의 냉전적 맥락과 버마, 태국, 중국(국민당과 공산당), 미국 간의 복잡한 외교 관계를 강조한다. 그는 버마 주둔 중국국민당군을 돕기 위해 고안된 비밀 CIA 프로그램인 페이퍼 작전이 미국에게 완전한 실패였다고 주장한다. 미국은 중-버마 관계를 통제하지 못했을 뿐만 아니라, 중국국민당 문제 처리와 중국국민당을 제지하지 못한 실패로 버마를 소외시켰다. 더욱이 알프레드 맥코이 (1991)는 CIA가 중국국민당의 아편 무역 개입에 공모했는지 의문을 제기하는데, 이는 CIA가 중국국민당의 보급망을 촉진하고 중국국민당과 태국의 고위 관리들 간의 동맹 관계에서 CIA의 역할을 고려한 것이다. 1961년 중국-버마 공동 군사 작전으로 샨주에서 중국국민당 잔당 게릴라들이 축출된 후, 게릴라들은 태국 국경을 넘어 후퇴하여 1980년대까지 "황금의 삼각지대" 지역에서 아편 무역을 지배했다. 제93사단의 잔당 구성원들과 그 후손들은 이후 태국에 여러 공동체를 형성했으며, 가장 주목할 만한 곳은 치앙라이주의 산티키리이다.

## 대중문화에서
윈난성에서 버마로 중국국민당과 그 가족들이 탈출한 이야기는 1990년 주옌핑 감독의 대만 전쟁 드라마 영화 《이역》에서 동정적인 묘사로 다뤄졌다. 이 영화에는 유덕화와 두중화가 출연했다. 이 영화는 보양의 소설을 바탕으로 하며, 이는 버마 국경과 윈난성 침공 시도에서 중국국민당의 실제 경험을 기반으로 한다.

## 같이 보기
- 국민당 이슬람 반란
- 베트남 주둔 중화민국 군사고문단